# Montignac-de-Lauzun
Montignac-de-Lauzun – miejscowość i gmina we Francji, w regionie Nowa Akwitania, w departamencie Lot i Garonna.
Według danych na rok 1990 gminę zamieszkiwało 306 osób, a gęstość zaludnienia wynosiła 15 osób/km². Wśród 2290 gmin Akwitanii, Montignac-de-Lauzun plasuje się na 874. miejscu pod względem liczby ludności, natomiast pod względem powierzchni na miejscu 515.